# بيت ساحور

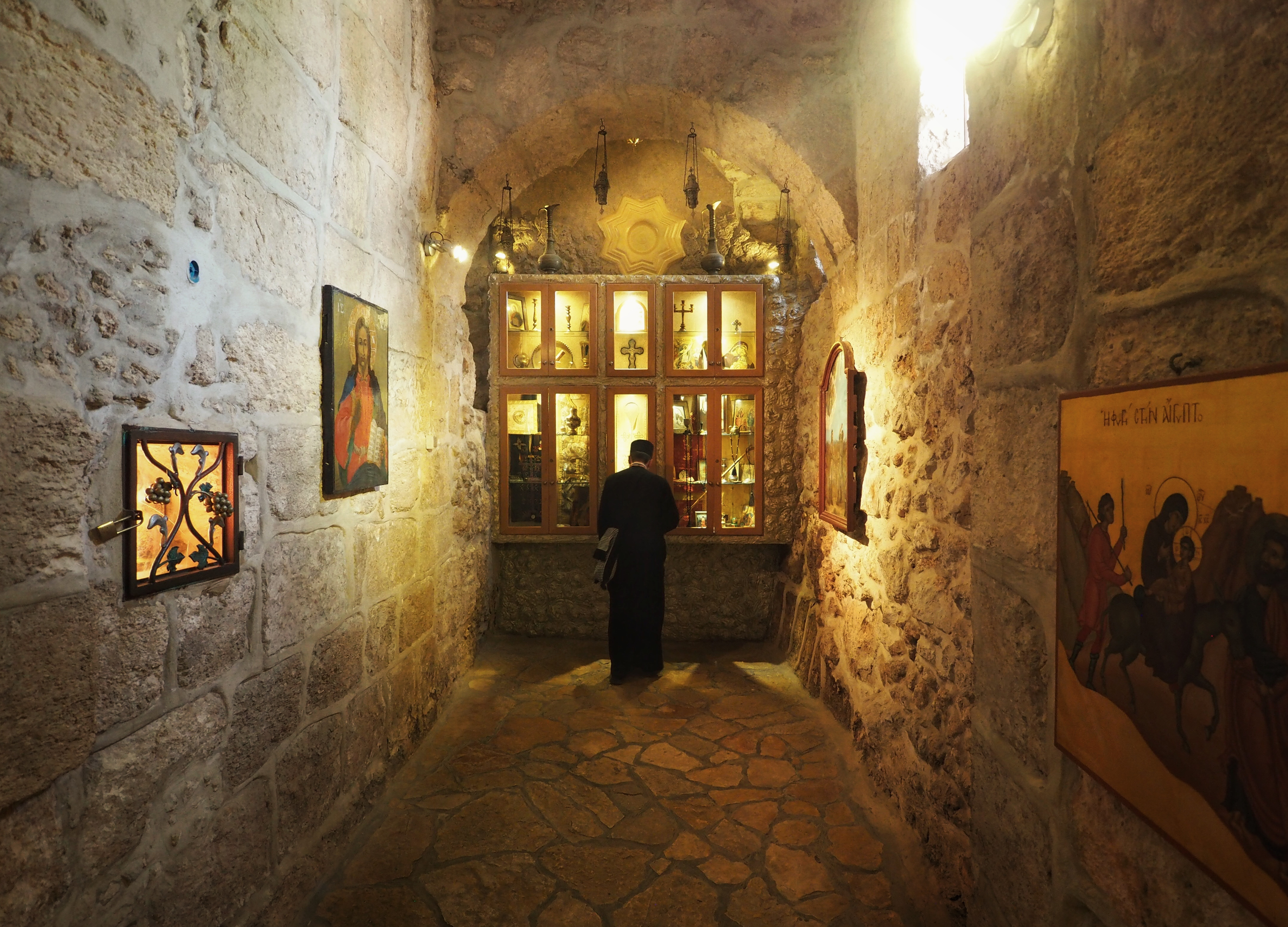
كنيسة في بيت ساحور

بيت ساحور بلدة فلسطينية صغيرة، تبعد عن بيت لحم مسافة كيلومتر واحد إلى الشرق، وتعرف لدى المسيحيين باسم بلدة الرعاة نسبة إلى سهل خصب يقع شرق بيت ساحور ويعرف باسم حقل الرعاة. سنة 1942م انضمت مع باقي الأراضي الفلسطينية الواقعة خارج خطوط الهدنة في حدة مع الأردن لتكون تحت لواء الحكم الأردني في إطار المملكة الأردنية الهاشمية. ولكن في 5 يونيو 1967 م احتلت بواسطة جيش الاحتلال الإسرائيلي ضمن أراضي الضفة الغربية. وفي 23 ديسمبر 1995 رحل عنها الاحتلال الإسرائيلي لتستلمها السلطة الوطنية الفلسطينية.

## الاسم
يعتقد أن الاسم ساحور آرامي ويعني الساهر وأن أصل الاسم هو بيت ساهور أي بيت السهرة حيث كان الرعاة يسهرون في سهول هذه المدينة على قطعانهم بينما يعتقد آخرون أن الكلمة ساحور أصلها كلمة ساحر أو منجم حيث سحر الرعاة في هذه البقعة بميلاد السيد المسيح أيا كان فإن كلا الاعتقادين السابقين يرتبط بلا شك بقصة ميلاد السيد المسيح إذ أن الرعاة كانوا يسهرون على قطعانهم وكما ورد في إنجيل لوقا 8:2 «وكان في تلك الكورة رعاة متبدين يحرسون حراسات الليل على رعيتهم» وأن هؤلاء الرعاة قد سحروا ببشارة الملائكة. وأيضا هناك مقولة بأن الاسم هو بيت سوهر ويعني بالعبرية السجن نسبة إلى سجن إسرائيلي كان يقع في تلك المنطقة وبيت لحم أي بيت الخبز وبيت جالا وتعني السوق نسبة إلى ارتفاعها جغرافيا حيث كانت تحفظ فيها الخضار والفواكة واللحوم لمدة طويلة وكل الأسماء السابقة كنعانية.
ومن الجدير بالذكر أن اسم بيت ساحور ذكر لأول مرة في كتب التاريخ الحديث فقط بعد الاحتلال الصليبي عام 1483 م من قبل المؤرخ العربي قاضي القضاة أبو اليمن القاضي مجير الدين الحنبلي في كتابه «الأنس الجليل بتاريخ القدس والخليل». أما من مؤرخي الغرب فكان أول من ذكرها بهذا الاسم كان المؤرخ جون وورمسبر عام 1591 م تحت اسم بيتاهور حيث عرفها الحجاج المسيحيون ببلده الرعاة.

## التاريخ
المكان الذي تقع فيه المدينة مشهور منذ قديم الزمان. حيث سكنه لشدة خصبه وعطائه إله الخصب الكنعاني «إيل لاهاما». ورغم عدم عمل أي حفريات منظمة وواسعة في البلدة وحولها إلا أنه عثر على العديد من المنازل والمدافن والأثريات من العصور المختلفة كالكنعانية والبيزنطيه وغيرها. حيث عثر في أنحاء مختلفه من البلدة على أواني تعود إلى العصر البرونزي الأول (3000 - 2000 ق.م.) وأخرى من العصر البرونزي الأخير ومن العصر الحديدي أي قبل الميلاد بألفي عام إلى ألف ومائتي عام.

## السكان
في أواسط القرن الثالث عشر الميلادي خلت بيت ساحور من السكان إلا من بعض الرعاة والنواطير والعمال الزراعيين الذين كانوا يعملون عند أصحاب الأرض من سكان مدينة بيت لحم حيث بدأت بالوصول إلي بيت ساحور موجات من سكانها الحاليين والذين التجؤوا إليها من البلاد المجاورة إما بالوصول هرباً من اضطهاد ديني أو اضطهاد اجتماعي معين. فكان أول من التجأ إليها عائلات العجاجيه (عائلات أبو هندي وأبو غنتور) قادمين من بلدة العجاجية في وادي موسى حيث سكنوا المغر الموجودة تحت عمارة شاهين في وسط البلد.
في الفترة القريبة التي تلت وصول عائلة العجاجية ومن نفس المنطقة في وادي موسى وصل إلي بيت ساحور خلاوي جد حمولة الجرايسة (سلسع والشوملي). ويسود الاعتقاد أنه قدم من قرية تدعى «سلع» إلى الشمال الغربي من مدينة معان الأردنية حيث سكن وعائلته في المغر الموجودة تحت بيت أنطون يوسف أبو الزلف. ومن الجدير بالذكر أن أحد فروع عائلة الجرايسة خرج لاحقاً من بيت ساحور وسكن منطقة الجليل في قضاء عكا وبعدها إلى كفر كنا والناصرة ومن الناصرة ذهبت شعبه إلى شرق الأردن في مادبا ولا زالوا يعيشون هناك وهم معروفون هناك باسم عائلة البشارات.
بسبب الظلم والملاحقات الدينية في زمن الحكم التركي وفي النصف الأول من القرن السابع عشر الميلادي (1630 م) لجأ إلى بيت ساحور داود جد حمولة القزحة مع عائلته وهي من بقايا دولة الغساسنة المسيحية من قرية تدعى «قزحة البنت» في وادي موسى وسكن مع عائلته في المغر الموجودة في وسط البلد حيث أنجب ولدين هما حبّاس وعيسى. وخلّف حبّاس ثلاثة ذكور هم أجداد حمولة القزحة «التحاتي» وهم سالم (الخوري برنابا وهو أول كاهن عربي في بيت ساحور حيث سُيِّم كاهناً عام 1735 م) وهو جد عائلة القسيس. وهذا الخوري خلّف جريس (خوري). وجريس خلّف خليل (خوري) وخليل أنجب ثلاثة ذكور. زخريا (جد عائلة أبو عيطة) وعيسى جد عائلة عيسى والخوري نصر جد عائلتي الخوري ويعقوب. ومن الجدير بالذكر إن الخوري إبراهيم خَلف والده الخوري نصر بالكهنوت وخلفه ابنه الخوري نقولا حيث خلفه ابنه إبراهيم طناس والذي خلفه أولاده الخوري جورج (المتوفي في عمان) والخوري إبراهيم راعي طائفة الروم الأرثوذكس في الوقت الحالي. وبذلك يكون الخوري سالم (جد حمولة القسيس) الجد الثامن للخوري إبراهيم.
أقدم رقم معروف عن عدد سكان بيت ساحور هو أن عدد العائلات المسيحية فيها كان أربعون عائلة في عام 1832. في ذلك الوقت كانت أغلبية سكان بيت ساحور مسلمة حيث أن عدد الحمولات المسلمة فيها كان خمسة وعدد الحمولات المسيحية ثلاث. وعليه وبافتراض أن الحمائل كانت متساوية في الحجم يمكن تقدير عدد العائلات المسلمة بخمسة وستون. في عام 1907 ذكر أن عدد سكان بيت ساحور هو ستمائة نسمة. وفي عام 1914 بلغ عدد السكان 1713 منهم 308 مسلما والباقي مسيحين. ويعود السبب في نقص عدد المسلمين عن الأرقام السابقة أنه في زمن إبراهيم باشا تم تجنيد الشباب المسلمون لخوض الحرب ضد العرب في مكة المكرمة حيث توفي معظمهم في الصحراء. وكان ذلك بمثابة كارثة حلت بعائلات بيت ساحور المسلمة حيث قاربت من الزوال.
في 1945/4/1 بلغ عدد سكان البلدة 2770 نسمة. وفي عام 1961/11/18 بلغ عدد السكان 5316 نسمة. وبعد شهرين من بداية الاحتلال الإسرائيلي بلغ عدد السكان في 1967/7/20 في بيت ساحور 6812 نسمة. أما عام 1975 فازاد العدد إلى 8028 نسمة وفي عام 1981 زاد عدد السكان عن عشرة آلاف نسمة.
سكان بيت ساحور الحاليون متدينون عمومًا، أغلبهم مسيحيون من جميع الطوائف، بالإضافة إلى بعض العائلات المسلمة أكبرها عائلتي شعيبات وجبران. العائلات المسيحية في بيت ساحور تنحدر معظمها من أربع حمائل هي الجرايسة (منهم الشوملي وسلسع) والقزحة (منهم قمصية، رشماوي، أبوعيطة، خوري، إسحق) والمراشدة (منهم خير، بنورة) ومصلح (منهم عودة وأبو سعدى).
وتشير التقديرات أن عدد سكان بيت ساحور في عام 2010 بلغ حوالي 15,000 نسمة منهم 3,300 مسلمون و 11,700 مسيحيون يتوزعون كالتالي:
- 9,000 روم أرثوذكس
- 1,650 لاتين
- 800 روم كاثوليك
- 250 بروتستانت

نزح إلى أمريكا وإستراليا وكندا ومؤخرا إلى السويد، عدد من أبناء بيت ساحور، وقد جلبوا الكثير من الأموال التي ساهمت في رفع مستواهم الاقتصادي والمعيشي، ولكونها ضاحية من ضواحي بيت لحم، لذلك يؤم إليها الكثير من السياح والحجاج المسيحيون الذين يأتون إلى كنيسة القيامة في القدس، وكنيسة المهد في بيت لحم ودير الرعاة في بيت ساحور، لذلك انتعشت الفنون التقليدية، ومنها الصدف الخشبي على خشب الزيتون والتطريز على الأقمشة. يمتاز أهلها بقوة روابطهم العائلية.

## النشاط الاقتصادي
يوجد فيها مختلف أنواع الصناعات والحرف، ومن أهم مصانعها: مصنع بيت ساحور للكرتون، ومصنع للوحات الكهربائية. ويوجد فيها أيضاً فنادق ومسابح ومنتجعات سياحية.
وتسيطر على الصناعات التطبيقية أشكال التحف الصدفية والنحوتات الخشبية لكنيسة المهد والقيامة والصليب ومريم العذراء والمسيح، وصناديق حفظ الحُلي المعدنية والصدفية والخشبية والقطع المطرزة الجميلة، والثياب التلحمية المطرزة.
أما قطاع التكنولوجيا يشاهد ازدهارا متواصلاً، فباتت شبكة المعلومات أهم جسور التواصل بين البلدة والمدن الفلسطينية الأخرى من جهة والأقارب المغتربين في الخارج من جهة أخرى. فانشرت اشتراكات الإنترنت في البيوت والمدارس ومقاهي الإنترنت والشركات التي تعتمد على الإنترنت كنافذة أساسية لها مثل شركة سيارتي.

## معالم المدينة
الأماكن الأثرية والسياحية في المدينة:
- دير الرعاة:[6] يعتقد بأنه بُني في عهد يوستنيانوس وقد عُثر فيه على قبور رعاة الميلاد الثلاثة.

راعوت نسبة إلى راعوت في العهد القديم
وهذا الوادي يسمى الراعوات ويعتقد أنه أقدم منطقة
حيث قيل في الإنجيل: "وكان في تلك الناحية، رعاة يبيتون في البرية، يتناوبون السهر في الليل على رعيتهم، وإذا ملاك الرب وقف بهم،
ومجد الرب أضاء حولهم، فخافوا خوفا عظيما. فقال لهم الملاك: "لا تخافوا. فها أنا أبشركم بفرح عظيم يكون لجميع الشعب:
أنه ولد لكم اليوم في مدينة داود مخلص هو المسيح الرب. وهذه لكم العلامة: تجدون طفلا مقمطا مضجعا في مذود".
وظهر بغتة مع الملاك جمهور من الجند السماوي مسبحين الله وقائلين:
«المجد لله في الأعالي، وعلى الأرض السلام، وبالناس المسرة».

## وصلات خارجية
- بوابة بيت ساحور الإلكترونية
- بلدية بيت ساحور